# Pleurobranchaea maculata
Pleurobranchaea maculata, o la babosa gris con branquias laterales, es una especie de babosa de mar. Se trata de un molusco gasterópodo marino de la familia Pleurobranchidae.

## Distribución
La distribución como especie nativa comprende a Australia y Nueva Zelanda, en este último caso, alrededor de la Isla Norte y de la Isla Sur. En 2009 se reportó lejos de su área de distribución nativa, en la costa de Argentina desde donde se propagó rápidamente, abarcando actualmente alrededor de 2000 km a lo largo de la costa suroeste del Océano Atlántico, en la Patagonia Argentina, adonde representa una especie no nativa.

## Hábitat
Esta babosa se encuentra en la zona intermaral en los puertos, y llega hasta profundidades de 250 m frente a las costas rocosas.

## Descripción
Esta babosa no tiene concha. La coloración es gris pálido, densamente modelada con líneas cortas de color pardo. El animal mide hasta 100 mm de longitud.

## Hábitos de vida
Pleurobranchaea maculata se alimenta de anémonas de mar, gusanos marinos y moluscos.
En 2009, se desató un gran susto en la región de Auckland de Nueva Zelanda después de que varios perros murieran por envenenamiento con tetrodotoxina, luego de comer ejemplares de  Pleurobranchaea maculata en las playas. Se pidió a los niños y dueños de mascotas que evitaran las playas, y se interrumpió la pesca recreativa. Después de un análisis exhaustivo, se encontró que las babosas de mar debían haber ingerido tetrodotoxina.